# Gurli Taube
Gurli Elisa Taube, född Westgren den 23 september 1890 i Årjäng, Silbodals församling, Värmlands län, död den 12 januari 1980 i Uppsala, var en svensk friherrinna och bibliotekarie. 
Gurli Taube, vars far var apotekare, avlade studentexamen i Uppsala 1909, filosofie kandidatexamen 1914, filosofisk ämbetsexamen 1915 och filosofie licentiatexamen 1919 vid Uppsala universitet. Hon var skrivbiträde vid Uppsala universitetsbibliotek 1914–1915, blev amanuens där 1917, bibliotekarie 1939 och var förste bibliotekarie 1953–1956. Gurli Taube författade kriminalromaner under pseudonymen Elise Dufva. Hon blev ledamot av Nordstjärneorden 1956.
Gurli Taube var från 1925 till hans död 1949 gift med teaterhistorikern Nils Taube och mor till statistikern Adam Taube. Makarna vilar på Uppsala gamla kyrkogård.